# Малоільшівська
Малоільші́вська — колійний пост Лиманської дирекції Донецької залізниці.
Розташований на півночі м. Бахмута, Донецької області. Платформа розташована на лінії Лиман — Микитівка між станціями Бахмут (4 км) та Шевченко (7 км).
На пості зупиняються приміські поїзди.